# Richard Cameron
Richard Cameron, född omkring 1648, död den 22 juli 1680, var en skotsk predikant.
Cameron tillhörde den presbyterianska oppositionen mot Karl II:s enligt deras mening löftesstridiga anordningar med episkopat och kunglig supremati över Skottlands kyrka. Det strängt presbyterianska folkets upphetsning förde slutligen till ett uppror, då Cameron tog ledningen och förklarade Karl II avsatt. Han stupade emellertid 1680 vid Airds Moss (i grevskapet Perth) efter en tapper strid mot regeringens trupper. Hans anhängare, cameronianerna (eller cargilliterna, efter Camerons kamrat, Cargill), förföljdes svårt (de skotska "mordtiderna"), ända tills revolutionen 1688 gav religionsfrihet. Då det inte var nöjda med den återställda skotska presbyteriankyrkan, bildade de en frikyrka, som 1743 erkändes av staten under namnet "det reformerade presbyteriets kyrka". År 1876 gick huvuddelen av detta samfund upp i skotska frikyrkan men en mindre grupp stannade utanför. År 1899 räknade de reformerade presbyterianerna två presbyterier och tolv kyrkor. Under 1900-talet krympte rörelsen ytterligare men på 2000-talet har den börjat expandera igen.